# アレクサンドロフ拡大
数学の一分野位相空間論におけるアレクサンドロフ拡大（アレクサンドロフかくだい、英: Alexandroff extension）は、一点を追加することにより非コンパクト位相空間を拡大してコンパクト空間を得る方法である。名称はロシア人数学者パヴェル・アレクサンドロフに因む。
より精確に、位相空間 X に対し、X のアレクサンドロフ拡大とは、適当なコンパクト空間 X* と開埋め込み c: X → X* の組で、埋め込まれた X の X* における補集合が一点（それをふつう ∞ と書く）となるようなものを言う。埋め込み写像 c がハウスドルフ埋め込みとなるための必要十分条件は、X がコンパクトでない局所コンパクトハウスドルフ空間であることである。そのような空間に対するアレクサンドロフ拡大は一点コンパクト化（いってんコンパクトか、英: one-point compactification）あるいはアレクサンドロフコンパクト化 (Alexandroff compactification) と呼ぶ。アレクサンドロフコンパクト化を考えることの優位な点は、それが単純な操作であること、大抵幾何学的に意味のある構造となること、および任意のコンパクト化の中で極小であるという事実にある。不利な点は、それがハウスドルフコンパクト化を与えるのがコンパクトでない局所コンパクトハウスドルフ空間のクラスに限られることであり、この点は任意の位相空間というより広範なクラスにおいて存在するストーン–チェックコンパクト化とは異なる特徴ということになる。

## 動機付け
例 (逆立体射影)一点コンパクト化の幾何学的によく実感できる例は、立体射影の逆を考えることで与えられる。立体射影 S は北極点 (0, 0, 1) を除く単位球面からユークリッド平面への同相写像を陽に与えるものであったことを思い出そう。その逆写像（逆立体射影）S−1: R2 ↪ S2 は開写像かつ、追加の点 ∞ ≔ (0, 0, 1) を添加して得られるコンパクトハウスドルフ空間への稠密な埋め込みとなる。立体射影により緯線円 z = c は平面円 r = √(1 + c)/(1 − c) へ写されるから、北極点 (0, 0, 1) の基本近傍系を取り除いて得られる穴あき球冠 c ≤ z < 1 は平面閉円板 r ≥ √(1 + c)/(1 − c) の補集合に対応する。より定性的に述べれば、∞ における基本近傍系は、K が R2 のコンパクト部分集合を亙るときの S−1(R2 ∖ K) ∪ {∞} によって与えられる。
この例はすでに一般の場合の鍵となる考え方を含んでいる。
位相空間 X からコンパクトハウスドルフ空間 Y への埋め込み c: X ↪ Y で稠密な像を持ち、埋め込み像の補集合 (remainder) が一点: {∞} = Y ∖ c(X) となるならば、c(X) はコンパクトハウスドルフ空間において開、したがって局所コンパクトハウスドルフであるから、それに同相な原像 X も局所コンパクトである。さらに言えば、X がコンパクトならば c(X) は Y において閉であり、したがって稠密でない。よって、一点コンパクト化ができる空間は、コンパクトでなく、局所コンパクトかつハウスルドルフであることが必要十分である。さらに言えば、そのような一点コンパクト化において各 x ∈ X の基本近傍系の像は c(x) ∈ c(X) の基本近傍系を与え、また（コンパクトハウスドルフ空間の部分集合がコンパクトとなるための必要十分条件はそれが閉であることだから）∞ の開近傍はちょうど X の補コンパクト部分集合の c による像に ∞ を添加して得られる集合でなければならない。

## 定義
定義 [アレクサンドロフ拡大]集合として X* ≔ X ∪ {∞} とし、X の任意の開集合 U および X の任意のコンパクト閉集合 C に対する V ≔ (X ∖ C) ∪ {∞} の全体を開集合系とする位相を与えて X* を位相空間にする。ただし、X ∖ C は差集合である。V が {∞} の開近傍であり、したがって {∞} の任意の開被覆が X* のコンパクト部分集合 C を除く全ての点を含むことから、X* がコンパクトであることが導かれる。包含写像 c: X ↪ X* を X のアレクサンドロフ拡大と呼ぶ。
既にみたように、以下のような性質が満たされる:
- 写像 c は連続開写像であり、X は X* の開集合として埋め込まれる;
- 空間 X* はコンパクトである;
- 像 c(X) は X が非コンパクトのとき X* において稠密;
- 空間 X* がハウスドルフとなるための必要十分条件は X が局所コンパクトハウスドルフとなることである。

定義 [一点コンパクト化]特にアレクサンドルフ拡大 c: X → X* が X のコンパクト化となるための必要十分条件は X がコンパクトでない局所コンパクトハウスドルフ空間となることであり、この場合を特に一点コンパクト化あるいはアレクサンドルフコンパクト化と呼ぶ。
上で述べたように、一点を付け加える任意のコンパクト化はアレクサンドロフコンパクト化（に同型）でなければならない。また、X がコンパクトでない任意のチホノフ空間とするとき、その任意のコンパクト化の同値類全体の成す集合 C(X) 上の自然な半順序のもと、任意の極小元はアレクサンドロフ拡大と同値になる。したがって、コンパクトでないチホノフ空間が極小コンパクト化を持つための必要十分条件が、それが局所コンパクトであることである。

## 例

### 離散空間のコンパクト化
- 正整数全体の成す集合 N の一点コンパクト化 N* は K ≔ {0} ∪ {1/n  |  n ∈ N} に順序位相を入れたものに同相である。
- 位相空間 X における点列 (an) が X の一点 a に収束するための必要十分条件は、n ∈ N に対し f(n) ≔ an および f(∞) ≔ a とおいて得られる写像 f: N* → X が連続となることである。ここで N には離散位相が入っているものとする。
- Polyadic空間（英語版）は局所コンパクトハウスドルフな離散空間の一点コンパクト化のデカルト冪からの連続像として定義される位相空間である。

### 連続的空間のコンパクト化
- n-次元ユークリッド空間 Rn の一点コンパクト化は n-次元球面 Sn に同相である。これは最初の例で見たように、n-次元の逆立体射影として埋め込み写像が与えられる。
- 半開半閉区間 [0, 1) の κ 個のコピーの直積 [0, 1)κ の一点コンパクト化は [0, 1]κ に同相である。
- 連結部分集合の閉包もまた連結であるから、非コンパクト連結空間のアレクサンドロフ拡大も連結である。しかし、非連結空間の一点コンパクト化が「連結」となることが起こり得る。実例として、開区間 (0, 1) の κ 個のコピーからなる非交和の一点コンパクト化は k-弁の円のブーケになる。
- コンパクトハウスドルフ空間 X と X の任意の閉部分集合 C に対し、差集合 X ∖ C の一点コンパクト化は C を一点につぶした等化空間 X/C に同相である。[4]
- X, Y が二つの局所コンパクトハウスドルフ空間であるとき、それらの直積空間の一点コンパクト化は (X × Y)* = X* ∧ Y* で与えられる。ここでスマッシュ積 ∧ は、一点和 ∨ に関する等化空間 A ∧ B ≔ (A × B)/(A ∨ B) として定義されるものである[4]。

### 函数空間のコンパクト化
- 局所コンパクトハウスドルフ空間 Ω 上の連続函数全体の成す空間 C(Ω) は局所コンパクトであるが、それがコンパクトとできるための必要十分条件は、それが一点 f ≡ 1 を含むことである。

### 函手として
アレクサンドロフ拡大を、位相空間の圏（固有連続写像を射とする）から連続写像 c: X → Y を対象とする圏への函手と見ることができる。
後者の圏において c1: X1 → Y1 から c2: X2 → Y2 への射とは、fY ∘ c1 = c2 ∘ fX を満たす連続写像の対 fX: X1 → X2, fY: Y1 → Y2: {\displaystyle {\begin{matrix}c_{1}:&X_{1}&\to &Y_{1}\\{}^{f}\downarrow &\downarrow &\circlearrowright &\downarrow \\c_{2}:&X_{2}&\to &Y_{2}\end{matrix}}} を言う。
特に、同相写像全体の成す空間はアレクサンドロフ拡大の空間に同型である。

## 関連文献
- Alexandroff, P.S. (1924), “Über die Metrisation der im Kleinen kompakten topologischen Räume”, Math. Ann. 92 (3-4):  294–301, doi:10.1007/BF01448011, JFM 50.0128.04
- Brown, Ronald (1973), “Sequentially proper maps and a sequential compactification”, J. London Math Soc. (2) 7:  515–522, doi:10.1112/jlms/s2-7.3.515, Zbl 0269.54015
- Munlres, James (1999), Topology (2nd ed.), Prentice Hall, ISBN 0-13-181629-2, Zbl 0951.54001